# Бертон, Александер
Александр Стюарт Бе́ртон (англ. Alexander Stewart Burton) — кавалер Креста Виктории (посмертно), младший капрал австралийской армии.

## Биография
Поступил на службу в Австралийские имперские силы 18 августа 1914 года. 10 июля 1915 года получил звание ефрейтора.
9 августа 1915 года во время Битвы у одинокой сосны враг предпринял контратаку по центру, захватили траншею, взорвали баррикады. Но лейтенант Уильям Данстан, младший капрал Александер Бертон и лейтенант Фредерик Табб несколько раз отбивали траншею и восстанавливали баррикады. Табб был ранен в голову и руку, и капрал Бертон был убит.
Его Крест Виктории находится в Австралийском военном мемориале в Канберре.